# 李伯颜 (莱阳县委书记)
李伯颜（1905年—1928年5月26日），原名李树信，山东省莱阳县人，山东省中国共产党早期党员，中共莱阳县委第一任书记。

## 生平
李伯颜出生在莱阳县东双山村（今属青岛市莱西市夏格庄镇）的一个农民家庭，幼年父母双亡，由前保驾山村（今属莱西市姜山镇）的外祖父一家抚养长大。李伯颜从7岁开始在前保驾山村的乡村私塾读书，1920年考入姜山高等小学，1924年底高小毕业。1925年初春前往上海求学，考入暨南大学，攻读政治经济学。大学期间，李伯颜开始接触共产主义思想，五卅运动时积极参与了示威游行活动。1926年春，李伯颜加入中国共产党。
1927年4月12日，四一二事件爆发，中共的各级组织遭受严重破坏，被迫转入地下活动。八七会议后，中共中央临时政治局决定整顿恢复各级组织活动。11月，李伯颜被派遣回山东活动。12月13日，李伯颜到达济南，通过孙耀臣与中共山东省委接上关系。孙耀臣是中共党员，在济南军官学校就读，是李伯颜的同乡，也是他高小的同学。山东省委命李伯颜、孙耀臣回家乡莱阳建立党组织，发展武装力量，建立苏维埃政权。
1927年12月18日，两人回到前保驾山村，12月26日在孙耀臣家中建立了中共在胶东的第一个基层组织中共前驾山村支部委员会。1928年1月，李伯颜在万第镇水口村活动的宋海秋等人接上关系。2月，山东省委要求各地扩充党员数量，李伯颜派宋海秋到石龙沟村成立了中共石龙沟村支部委员会。3月中旬，李伯颜和孙耀臣在万第镇水口村宋玉桂家中主持召开各村党组织负责人会议，以此前建立的前保驾山村支部和石龙沟村支部为基础，在万第镇水口村成立了中共莱阳县委，李伯颜任书记兼组织委员，孙耀臣任宣传委员。莱阳县委是中共在胶东建立的第一个县委，成立后直属省委管辖。
1928年4月，莱阳县委成立了胶东的第一支中共武装“胶东抗粮军”。虽然到5月初这支武装发展到700余人30余支枪的规模，但与莱阳县公署保卫团、警备队和乡团武装相比仍弱小的多。为建立苏维埃政权，李伯颜决定与农民武装田益三部、徐子山部联合攻打莱阳县城。5月26日，莱阳县委在小院村西小河口夹河套召开由周边中共党组织和农民协会负责人参加的联席会议，部署攻打县城的方案。会后，李伯颜被小院村的赵百原、赵洪恩、赵洪明、赵永思等叛徒秘密杀害。由于其他人都不知道李伯颜的死讯，田益三部和徐子山部在6月11日按计划攻打了莱阳县城，但胶东抗粮军由于领导人遇害未能参加。在政府的武装回防时，田益三部和徐子山部就因势单力薄被迫撤走了。
1947年土改复查时，中共党组织才查清赵百原是杀害李伯颜的元凶，将赵百原处决。